# Sunderland A.F.C.
Sunderland Association Football Club (eller SAFC) er en engelsk fodboldklub beliggende i Sunderland i det nordlige England, der spiller i Premier League. Klubbens hjemmebane hedder Stadium of Light og har været det siden 1997
Fodboldklubben har den næstlængste serie af sæsoner i den bedste engelske række, fra 1888-1958, kun overgået af Arsenal F.C.. Klubben har seks gange hjemført det engelske mesterskab (1892, 1893, 1895, 1902, 1913 og 1936) og to gange FA Cuppen, i 1937 og 1973.

## Klubbens historie
Oprindeligt blev klubben dannet af skolelærer James Allan den 17. oktober 1879 under navnet Sunderland and District Teachers Association Football Club. Den 16. oktober 1880 foretog man et navneskifte til Sunderland Teachers Association Football Club før man endeligt i 1881 skiftede til klubbens nuværende navn. Man kom med i The Football League i 1890/91-sæsonen, hvor man erstattede Stoke FC (nuværende Stoke City FC) og blev dermed det første hold til at blive inkluderet i ligaen efter dens oprettelse i 1889. Kælenavnet "The Black Cats" fik klubben fra en række krigsanekdoter, der har deres oprindelse fra begyndelsen af det 19. århundrede.
I slutningen af det 19. århundrede blev klubben omtalt som "Team of all the talents" (på dansk: "alle talenternes hold"). Det er værd at bemærke, at det var på denne tid at klubben havde mest succes. En af de mere farverige, men dygtige, spillere på "Team of all the talents" var målmanden Ned Doig, der udover sine gode præstationer i målet var kendt for sit blufærdige forhold til sin skaldede isse. Det berettes, at såfremt kasketten han bar, for at skjule sit skaldede hoved, fløj af midt under afviklingen af en kamp ville han hellere jagte kasketten frem for selve bolden.
Op til 08/09 sæsonen var Roy Keane særdeles aktiv på transfermarkedet, og hentede forstærkninger for op mod 650 millioner kroner, der blandt andet blev brugt på spillere som George McCartney, Djibril Cissé, Pascal Chimbonda, Teemu Tainio, El-Hadji Diouf, Steed Malbranque, David Healy, Anton Ferdinand og Nick Colgan.
Den fjerde December 2008 sagde daværende manager Roy Keane op, og Ricky Sbragia, blev udnævnt manager, i første omgang dog kun som midlertidig løsning, men de efterfølgende resultater overbeviste bestyrelsen om at han var manden der skulle satses på.
Traditionelt set er holdets rivaler Middlesbrough FC og Newcastle United FC.
Landsholdsmålmanden Thomas Sørensen spillede i klubben fra 1998 til 2003. Desuden har Sam Allardyce, Ally McCoist, Kevin Phillips, Julio Arca og Darren Bent spillet for klubben.

## Spillere

### Spillertruppen 2024/2025
| 1  | England    | Anthony Patterson (MÅ) |
| 2  | Wales      | Niall Huggins (AN)     |
| 3  | England    | Dennis Cirkin (FO)     |
| 4  | England    | Dan Neil (MI)          |
| 5  | Nordirland | Daniel Ballard (FO)    |
| 7  | England    | Jobe Bellingham (MI)   |
| 8  | Irland (ø) | Alan Browne (MI)       |
| 10 | England    | Patrick Roberts (AN)   |
| 11 | England    | Chris Rigg (MI)        |
| 12 | Spanien    | Eliezer Mayenda (AN)   |
| 13 | England    | Luke O'Nien (MI)       |
| 14 | England    | Romaine Mundle (AN)    |
| 16 | Cameroun   | Blondy Nna Noukeu (MÅ) |
| 18 | Frankrig   | Wilson Isidor (AN)     |

| 20 | Ghana           | Salis Abdul Samed (MI) |
| 21 | England         | Simon Moore (MÅ)       |
| 23 | Holland         | Jenson Seelt (FO)      |
| 26 | Wales           | Chris Mepham (FO)      |
| 28 | Frankrig        | Enzo Le Fée (MI)       |
| 29 | Nigeria         | Ahmed Abdullahi (AN)   |
| 30 | Serbien         | Milan Aleksic (MI)     |
| 32 | Nordirland      | Trai Hume (FO)         |
| 33 | Norge           | Leo Fuhr Hjelde (FO)   |
| 36 | Colombia        | Ian Poveda (AN)        |
| 40 | England         | Tom Watson (AN)        |
| 42 | England         | Aji Alese (FO)         |
| 45 | England         | Joe Anderson (FO)      |
| -- | Elfenbenskysten | Simon Adingra (AN)     |

### Sæsonens spiller
| Sæson | Vinder           |
| ----- | ---------------- |
| 96/97 | Lionel Perez     |
| 97/98 | Kevin Phillips   |
| 98/99 | Niall Quinn      |
| 99/00 | Kevin Phillips   |
| 00/01 | Don Hutchison    |
| 01/02 | Jody Craddock    |
| 02/03 | Sean Thornton    |
| 03/04 | Julio Arca       |
| 04/05 | George McCartney |
| 05/06 | Dean Whitehead   |
| 06/07 | Nyron Nosworthy  |
| 07/08 | Kenwyne Jones    |

## Træningsstab

### Nuværende stab
- Formand:  Kyril Louis-Dreyfus
- Manager: Régis Le Bris
- Assisterende manager: Pedro Ribeiro
- Holdtræner: Ledigt
- Reservetræner: Michael Proctor
- Chef for Lægestab og fysioterapeut: Ledigt
- Fysioterapeut: Jamie Harley
- Styrke- og konditionstræner: Ledigt
- Fitnesstræner: Ledigt[3]
- Akademitræner: Robin Nicholls [4]
- Udviklingstræner: Kevin Ball[5]
- Chef for træning: Stuart English[6]
- Talentspejder Valentino Angeloni